# Filialkirche Sankt Jakob in der Breitenau

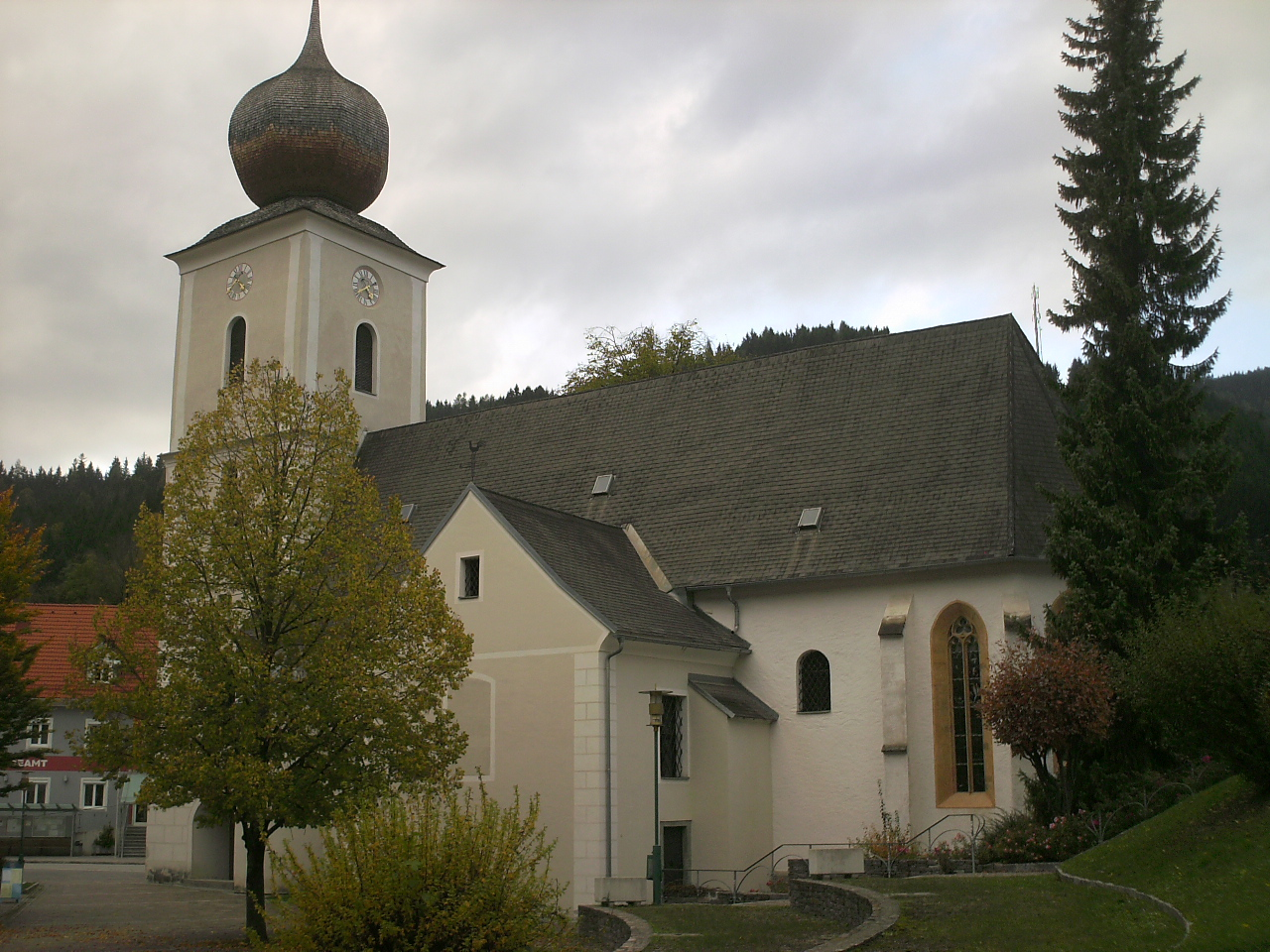
Kath. Filialkirche hl. Jakob in Sankt Jakob in der Breitenau

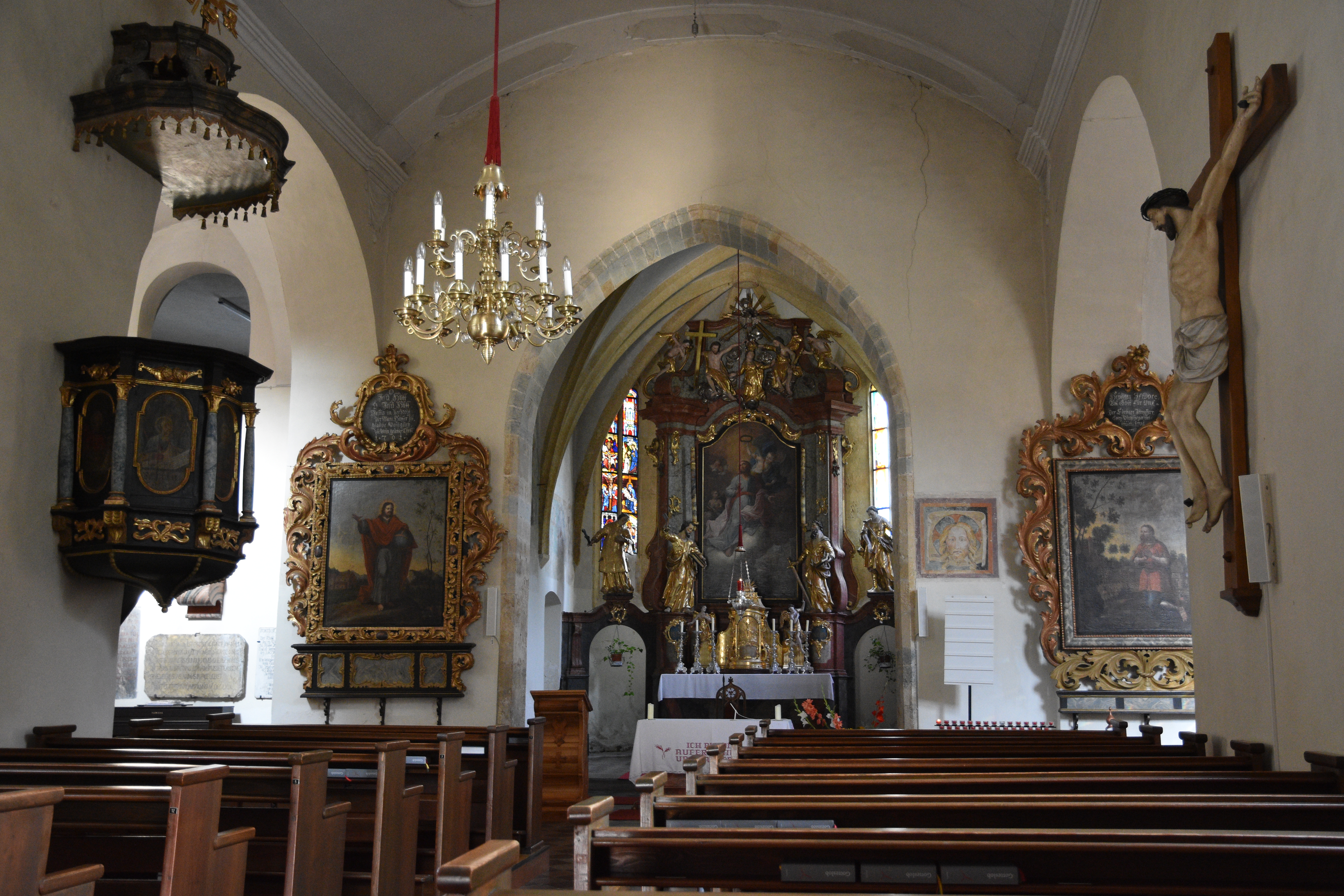
Die Innenansicht der Kirche

Die römisch-katholische Filialkirche Sankt Jakob in der Breitenau steht im Ort Sankt Jakob in der Breitenau in der Marktgemeinde Breitenau am Hochlantsch im Bezirk Bruck-Mürzzuschlag in der Steiermark. Die Filialkirche hl. Jakob der Pfarrkirche Sankt Erhard in der Breitenau gehört zum Dekanat Bruck an der Mur in der Diözese Graz-Seckau. Die Kirche und der ehemalige Friedhof stehen unter Denkmalschutz.

## Geschichte
Der gotische Chor entstand um 1400. Die barocke Umgestaltung des Langhauses und der Sakristeianbau mit Oratorium ist aus dem Ende des 17. Jahrhunderts. Mit dem Baumeister Blasius Rues wurde 1713 der Turm erbaut. Das Langhausgewölbe wurde am Anfang des 18. Jahrhunderts einfach stuckiert. Die ehemalige Pfarrkirche in der Breitenau wurde 1760 Filialkirche der zur Pfarrkirche erhobenen Pfarrkirche Sankt Erhard in der Breitenau. Die Empore wurde im dritten Viertel des 18. Jahrhunderts eingebaut. 1959 war eine Innenrestaurierung und an der Nordwand des Chores wurden Fresken aufgedeckt.

## Architektur
Die Kirche ist ein kleiner gotischer Kirchenbau mit barocken Erweiterungen. Der einjochige Chor mit einem Fünfachtelschluss unter einem Kreuzrippengewölbe mit Schlusssteinen hat einfache Strebepfeiler. Fresken an der Nordwand des Chores zeigen das Weltgericht (durch den Einbau einer Sakristeitüre teils zerstört) und Christus in der Mandorla aus der zweiten Hälfte des 15. Jahrhunderts. Am Triumphbogen ist ein Fresko Schweißtuch der Veronika aus dem Ende des 14. Jahrhunderts. Im Südfenster sind sechs qualitätsvolle Glasgemälde um 1420 mit Verkündigung, Kreuzigung, Pietà, Gnadenstuhl, Schmerzensmann, hl. Jakobus.
Das dreijochige Langhaus – im Mauerkern gotisch – hat ein Gewölbe als Flachtonne mit Erweiterungen durch zwei Seitenkapellen in der Höhe des dritten Joches. Der Turm hat einen quadratischen Grundriss. Die gemauerte Orgelempore hat eine bemalte Holzbrüstung. 

## Ausstattung
Der Hochaltar von 1769 entstand nach einem Entwurf von Veit Königer und trägt Figuren vom Bildhauer Matthäus Krenauer und zeigt ein gutes Hochaltarbild hl. Jakobus. Die zwei Seitenaltäre aus 1701 am Fronbogen haben Altarbilder mit reichem Akanthusrahmen. Die Altäre in den Seitenkapellen sind aus dem vierten Viertel des 17. Jahrhunderts, die Akanthuswangen wurden später hinzugefügt. Die Kanzel ist aus 1680 und hat ein Schalldach aus dem zweiten Viertel des 18. Jahrhunderts. Es gibt einige barocke Figuren aus dem 17. und 18. Jahrhundert.
Die Orgel ist aus 1912. Eine Glocke ist aus dem 15. Jahrhundert.